# هفت گونه

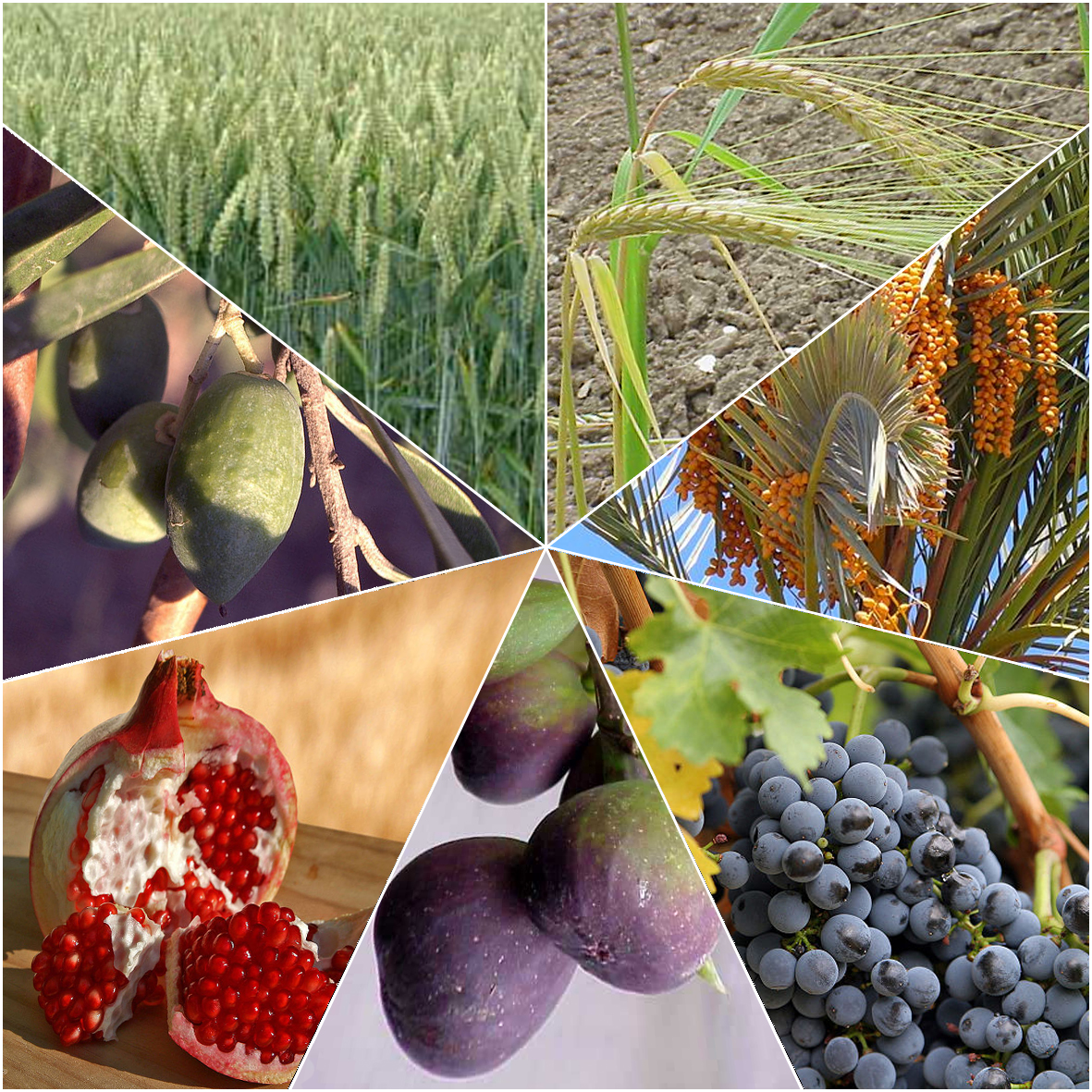
هفت گونه میوه ها و غلات سرزمین اسرائیل

هفت گونه ( عبری: שבעת המינים‎   , Shiv'at Haminim ) هفت محصول کشاورزی است - دو غلات و پنج میوه - که در کتاب مقدس عبری به عنوان محصولات ویژه سرزمین اسرائیل ذکر شده است.
هفت گونه ذکر شده عبارتند از گندم ، جو ، انگور ، انجیر ، انار ، زیتون (روغن) و خرما (عسل) ( Deuteronomy 8:8 ).   اولین میوه های آنها تنها پیشکش قابل قبول در معبد بود.

## تاریخ

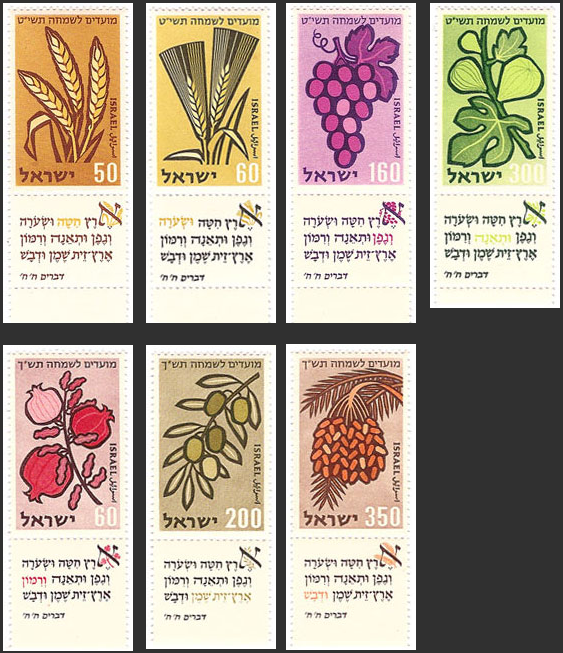
هفت گونه همراه با آیه کتاب مقدس که بر روی مجموعه ای از تمبرهای اسرائیلی منتشر شده در سال 1958 به تصویر کشیده شده است.

هفت گونه نقش مهمی در غذای بنی‌اسرائیل (بعدها: یهودیان ) در سرزمین اسرائیل و سنت‌های دینی یهودیت داشته‌اند .
بسیاری از ارجاعاها به این غذاهای اساسی را می توان در کتاب مقدس یافت. میشنا بیان می کند که تنها اولین میوه های هفت گونه را می توان به عنوان پیشکش به معبد اورشلیم آورد. مزارع گندم، تاکستان ها و باغ های زیتون هنوز هم یکی از ویژگی های برجسته مناظر امروز اسرائیل هستند. انجیر، زیتون، انار و خرما از ترکیبات رایج در غذاهای اسرائیلی هستند.

### گندم
بنی اسرائیل باستان هم گندم و هم جو کشت می کردند. این دو غله برای اولین بار در فهرست کتاب مقدس هفت گونه سرزمین اسرائیل ذکر شده اند و اهمیت آنها به عنوان غذا در غذاهای باستانی اسرائیل در جشن برداشت جو در جشن شاوووت و درو گندم در جشن برداشت گندم در روز قدیم دیده می شود. جشنواره سوکوت 

### جو
غلات مقاومی که دارای موهای درشتی از گوش است. به طور گسترده ای کشت می شود، عمدتاً برای استفاده در آبجوسازی و خوراک دام.

### انگور
انگور عمدتاً برای تولید شراب مورد استفاده قرار می گرفت، اگرچه آن را به صورت تازه و خشک نیز مصرف می کردند. 

### انجیر
انجیر در سرتاسر سرزمین اسرائیل کشت می شد و انجیر تازه یا خشک بخشی از رژیم غذایی روزانه بود. روش معمول تهیه انجیر خشک این بود که آنها را خرد کرده و به شکل کیک فشار دهید.  انجیر اغلب در کتاب مقدس ذکر شده است (به عنوان مثال، ساموئل اول 25:18، ساموئل اول 30:12 و کرونیکلز 12:41)

### انار
انار را معمولاً تازه مصرف می‌کردند، اگرچه گاهی اوقات از آن برای تهیه آب میوه یا شراب استفاده می‌شد، یا برای استفاده در زمانی که میوه‌های تازه خارج از فصل بود، آن را در آفتاب خشک می‌کردند. آنها احتمالاً نقشی جزئی در غذاهای اسرائیلی ایفا می کردند، اما از نظر نمادین مهم بودند، به عنوان زینت هایی بر روی لبه ردای کاهن اعظم و ستون های معبد ، و نقش برجسته روی سکه. 

### زیتون
زیتون عنصر اصلی در هفت گونه بود. روغن زیتون نه تنها برای غذا و برای پخت و پز، بلکه برای روشنایی، قربانی، مرهم، و مسح برای منصب کشیشی یا سلطنتی استفاده می شد. 

### خرما
خرما را به صورت تازه یا خشک مصرف می کردند، اما بیشتر به صورت آب پز در شربت غلیظ و با ماندگاری به نام « عسل خرما » ( دواش تماریم ) برای استفاده به عنوان شیرین کننده استفاده می شد. عسل در مرجع کتاب مقدس "سرزمینی که شیر و عسل جاری است" (به عنوان مثال،خروج 3:8 ) عسل خرما است. 
در حالی که در قوانین یهودی، خرما در دسته هفت گونه قرار دارد، عسل زنبور عسل ممکن است از نوع عسلی باشد که در تورات به آن اشاره شده است. زمانی که تلمود نوشته شد زنبورهای عسل در اسرائیل منقرض شده بودند و از خرما به جای عسل استفاده می شد، حفاری تل رهوف نشان می دهد که زنبورداری در اسرائیل در اوایل عصر آهن در 3000 سال پیش در زمان پادشاه داوود انجام می شد.
چندین روایت در تورات نیز نشان می دهد که عسل زنبور عسل در اسرائیل باستان وجود داشته است. در کتاب قضات سامسون عسل را از کندوی زنبور عسل می گیرد که در لاشه شیر می یابد ( Judges 14:8–9 ، همچنین به معمای سامسون مراجعه کنید).

## تفسیرتلمودی
اندازه اندازه گیری های مختلف به مقادیر و اندازه های خاص اجرام شرعی یهودی گره خورده است. به عنوان مثال، حداقل عرض تسمه های تفیلین توسط قانونی که به موسی در سینا داده شد به اندازه یک دانه جو شناخته شده است. به طور مشابه، سایر میوه ها برای اندازه گیری استفاده می شوند. دانشمندان تلمود از آیه هفت گونه به عنوان اشاره ای برای تمام اقدامات با استفاده از اندازه میوه استفاده می کنند.

## اهمیت مدرن
این هفت گونه به طور سنتی در تو بیشوات ، «سال نو برای درختان» یهودیان، در سوکوت ، «جشن غرفه‌ها» و در شاووت ، «جشن هفته‌ها» خورده می‌شوند. در حلاخا (قانون یهود) آنها را از سایر میوه ها مهمتر می دانند و بعد از خوردن آنها براخه (برکت) خاصی خوانده می شود. علاوه بر این، برکت قبل از خوردن آنها بر سایر مواد غذایی به جز نان مقدم است. این هفت گونه امروزه همه مواد مهم در غذاهای اسرائیلی هستند.
تثنیه 8: 8 به طور برجسته (در ترجمه لاتین Vulgate : Terram Frumenti Hordei، ac Vinarum، in qua Ficus et Malogranata et Oliveta Nascuntur، Terram Olei ac Mellis ) بر روی گنبد برج کالیفرنیا در پارک بالبوآ در سن دیگو ، کالیفرنیا نوشته شده است. با اشاره به اهمیت این گونه در کشاورزی کالیفرنیا .

## = منابع
=